# Skároš
Skároš (Hongaars: Eszkáros) is een Slowaakse gemeente in de regio Košice, en maakt deel uit van het district Košice-okolie.
Skároš telt 1.113 inwoners.